# 김대현 (격투기 선수)
김대현(1990년 9월 19일 ~)은 대한민국의 이종격투기선수 이자 유명 헬스트레이너이다.

## 정보
신장은 181cm이고 체중은 70kg이며, 그의 주 베이스는 킥복싱과 무에타이이다.
차은우, 송강, 전도연, 김옥빈, 유이, NCT, NIMIXX 등등 수 많은 셀럽들의 전담 헬스 트레이너이다.

## 타이틀
- 2012 ~ 2015년 킥복싱 챔피언
- 2008년 한국 무에타이 챔피언
- 2008 ~ 2009년 한국 무에타이 국가대표
- IFBB PRO KOREA seoul 대표

## 방송
- tvN 플레이어2:꾼들의 전쟁 알파역 특별출연
- tvN 인생에 한 번쯤,킬리만자로
- tvN STORY 다시,언니
- SBS 좋은아침
- SBS 생방송투데이
- 채널A 나는몸신이다
- 채널A 닥터지바고
- 채널A 댓변인들
- MBN 천기누설
- TV조선 건강다큐 100세 인생 안녕하십니까?
- 태국ch3 Seven Stars